# Eric Avery
Eric Avery (ur. 25 kwietnia 1965 w Santa Monica) – amerykański basista, znany przede wszystkim z występów w zespole rockowym Jane’s Addiction, którego był członkiem w latach 1985–1991 i 2008–2010. Współpracował ponadto z takimi zespołami i wykonawcami jak: Nine Inch Nails, Deconstruction, Polar Bear, Garbage, Alanis Morissette oraz Giraffe Tongue Orchestra.

## Filmografia
- "Some Kind of Monster" (jako on sam, 2004, film dokumentalny, reżyseria: Joe Berlinger, Bruce Sinofsky)[7]
- "Bob and the Monster" (jako on sam, 2011, film dokumentalny, reżyseria: Keirda Bahruth)[8]